# Сула блакитнонога

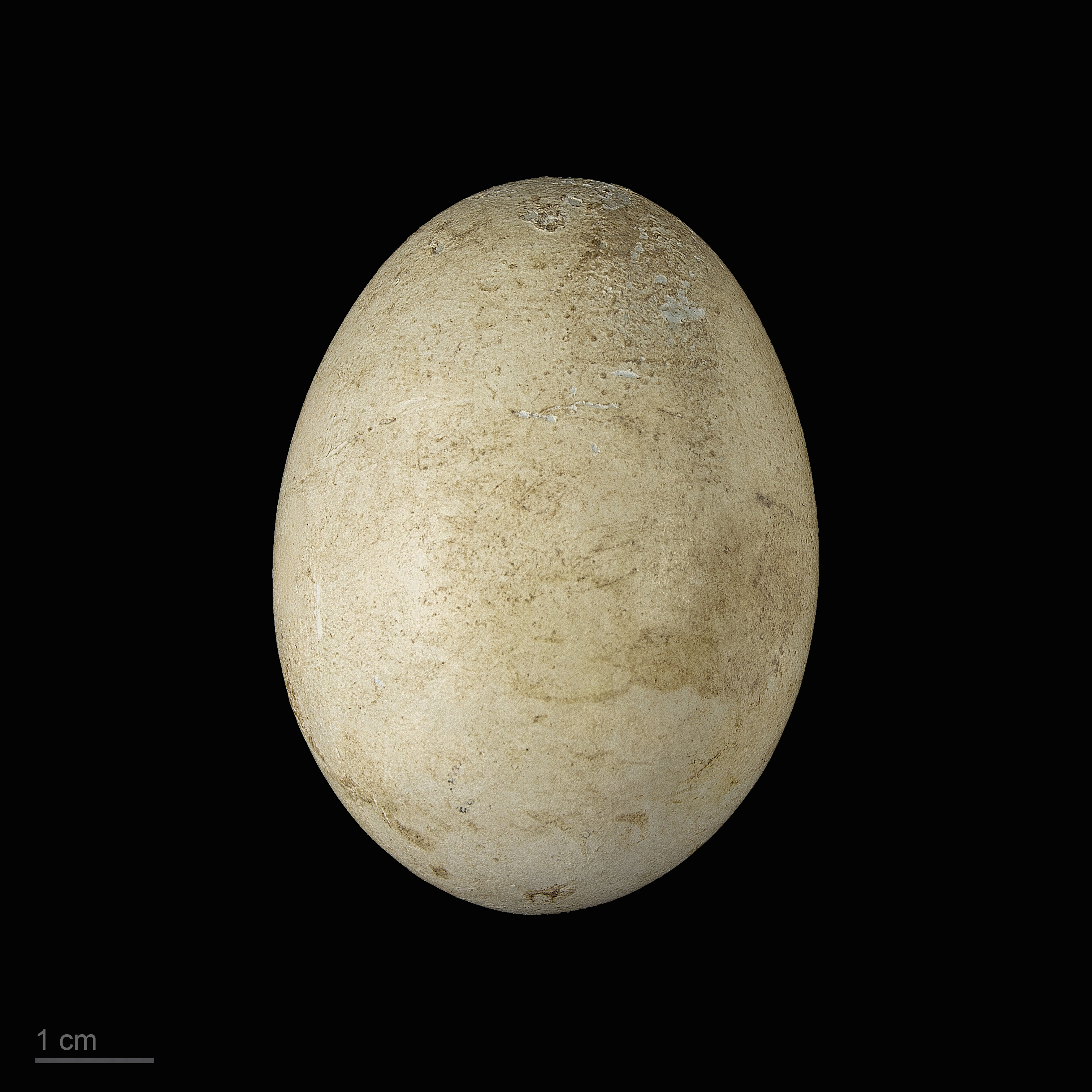
яйце Sula nebouxii — Тулузький музей

Сула блакитнонога (Sula nebouxii) — великий морський птах родини олушевих (Sulidae).

## Поширення
Гніздиться на тропічних островах Тихого океану, переважно на Галапагоських островах.

## Опис
Довжина тіла до 80 см, вага до 1,5 кг. Самки більші за самців. Відмінною рисою птахів цього виду є яскраво-сині плавальні перетинки на лапах. Хвіст і крила видовжені та загострені. Оперення коричнево-біле, дзьоб сіро-зелений. У самців навколо очей темне пігментне кільце, що візуально збільшує око.

## Розмноження
Статева зрілість настає у віці 3-4 років. Шлюбна поведінка самця включає своєрідний танок, під час якого птах топчеться на місці та відвертає голову. Також самець закидає голову назад і видає своєрідний свист. Блакитні ноги самців відіграють важливу роль під час токування. Самки віддають перевагу самцям, у яких ноги забарвлені в блакитний колір у порівнянні з самцями, ноги яких сіро-блакитного кольору.
Блакитнонога олуша гніздиться колоніями. Утворює моногамні пари на все життя. Період гніздування триває круглорічно, при цьому самка відкладає кладку кожні 8 місяців. Гнізда влаштовують на землі. Зазвичай самка відкладає протягом одного тижня 2 або 3 білих яйця, які висиджують обидва партнери протягом 40 днів. Пташенята залишають гніздо у віці близько 102 днів.